# قائمة حلقات شتاينز؛غيت
شتاينز؛غيت هو أنمي مبني على لعبة فيديو تحمل نفس الاسم مُطوَّرة من قبل ميجز ونيترو+.

## قائمة الحلقات
| م.   | العنوان                                                                                   | تاريخ العرض الأصلي |
| ---- | ----------------------------------------------------------------------------------------- | ------------------ |
| 1    | «مقدّمة البداية والنهاية» "Hajimari to Owari no Purorōgu" (始まりと終わりのプロローグ)     | 6 أبريل 2011       |
| 2    | «جنون السفر عبر الزمن» "Jikan Chōyaku no Paranoia" (時間跳躍のパラノイア)                 | 13 أبريل 2011      |
| 3    | «جنون العالم المتوازي» "Heiretsu Katei no Paranoia" (並列過程のパラノイア)                | 20 أبريل 2011      |
| 4    | «موعد المفسِّر» "Kūri Hōkō no Randevū" (空理彷徨のランデヴー)                               | 27 أبريل 2011      |
| 5    | «موعد المحلّلين» "Denka Shōtotsu no Randevū" (電荷衝突のランデヴー)                        | 4 مايو 2011        |
| 6    | «انحراف تأثير الفراشة» "Chōyoku no Daibājensu" (蝶翼のダイバージェンス)                   | 11 مايو 2011       |
| 7    | «الانحراف المنفرد» "Dansō no Daibājensu" (断層のダイバージェンス)                         | 18 مايو 2011       |
| 8    | «استقرار نظريّة الفوضى I» "Mugen no Homeosutashisu" (夢幻のホメオスタシス)                 | 25 مايو 2011       |
| 9    | «استقرار نظريّة الفوضى II» "Gensō no Homeosutashisu" (幻相のホメオスタシス)                | 1 يونيو 2011       |
| 10   | «استقرار نظريّة الفوضى III» "Sōsei no Homeosutashisu" (相生のホメオスタシス)               | 8 يونيو 2011       |
| 11   | «المبدأ في أفق الأحداث» "Jikū Kyōkai no Doguma" (時空境界のドグマ)                        | 15 يونيو 2011      |
| 12   | «المبدأ في الثقب الأسود» "Seishi Genkai no Doguma" (静止限界のドグマ)                     | 22 يونيو 2011      |
| 13   | «نخر ما وراء الطبيعة» "Keijijō no Nekurōshisu" (形而上のネクローシス)                     | 29 يونيو 2011      |
| 14   | «نخر المادي» "Keijika no Nekurōshisu" (形而下のネクローシス)                              | 6 يوليو 2011       |
| 15   | «نخر الحلقة المفقودة» "Bōkanjō no Nekurōshisu" (亡環上のネクローシス)                     | 13 يوليو 2011      |
| 16   | «النّخر التّقريبيّ» "Fukagyaku no Nekurōshisu" (不可逆のネクローシス)                        | 20 يوليو 2011      |
| 17   | «صُنع في التعقيد» "Kyozō Waikyoku no Konpurekkusu" (虚像歪曲のコンプレックス)              | 27 يوليو 2011      |
| 18   | «الشكل الهندسي الخنثوي» "Jiko Sōji no Andorogyunosu" (自己相似のアンドロギュノス)         | 3 أغسطس 2011       |
| 19   | «استماتة الخلايا غير النّهائية» "Mugen Rensa no Apotōshisu" (無限連鎖のアポトーシス)       | 10 أغسطس 2011      |
| 20   | «اللمسات الأخيرة لاستماتة الخلايا» "Ensa Danzetsu no Apotōshisu" (怨嗟断絶のアポトーシス) | 17 أغسطس 2011      |
| 21   | «انصهار المفارقة» "Ingaritsu no Meruto" (因果律のメルト)                                  | 24 أغسطس 2011      |
| 22   | «انصهار الكينونة» "Sonzai Ryōkai no Meruto" (存在了解のメルト)                            | 31 أغسطس 2011      |
| 23   | «فتح بوابة شتاينز» "Kyōkaimenjō no Shutainzu Gēto" (境界面上のシュタインズゲート)         | 7 سبتمبر 2011      |
| 24   | «نقطة إنجاز» "Owari to Hajimari no Purorōgu" (終わりと始まりのプロローグ)                 | 14 سبتمبر 2011     |
| أوڤا | «هوس الترحال الأناني» "Ōkō Bakko no Poriomania" (横行跋扈のポリオマニア)                  | 22 فبراير 2012     |

## سوميه إيچي نو كگنتڤ كومبيوتنگ (أونا 2014)
شتاينز؛گيت: سوميه إيچي نو كگنتڤ كومبيوتنگ ( Steins;Gate 聡明叡智のコグニティブ・コンピューティング Sōmē Ēchi no Cognitive Computing، "الفطنة الحكيمة الخاصة بالكمبيوتر القادر على الإدراك") هو سلسلة أوفا من 4 حلقات مشتركة بين آي بي إم وإستديو الإنتاج.
| # | العنوان                                            | تاريخ العرض    |
| - | -------------------------------------------------- | -------------- |
| 1 | «مدخل الطبخ» "Kukkingu-hen" (クッキング編)         | 14 أكتوبر 2014 |
| 2 | «مدخل الملاحة» "Nabigēshon-hen" (ナビゲーション編) | 21 أكتوبر 2014 |
| 3 | «مدخل الموضة» "Fasshon-hen" (ファッション編)       | 4 نوفمبر 2014  |
| 4 | «مدخل الاجتماع» "Kaigi-hen" (会議編)               | 11 نوفمبر 2014 |